# Polyommatus coridon
La niña coridón (Polyommatus coridon) es una especie de mariposa de la familia Lycaenidae natural de la región paleártica.

## Distribución y hábitat
Su área de distribución se extiende en Europa e incluye Albania, Andorra, Austria, Bielorrusia, Bélgica, Bosnia y Herzegovina, Bulgaria, Croacia, República Checa, Francia, Alemania, Grecia, Hungría, Italia, Liechtenstein, Lituania, Luxemburgo, Macedonia del Norte, Moldavia, Montenegro, Polonia, Rumania, Rusia, Serbia, Eslovaquia, Eslovenia, España, Suiza, Turquía, Ucrania, Reino Unido. Su rango altitudinal oscila entre 100 y 2000 m s. n. m.

## Taxonomía
Se reconocen las siguientes subespecies:
- P. c. borussia (Dadd, 1908) (Ural)
- P. c. asturiensis Sagarra, 1922 (Pajares, ampliamente distribuida en la montaña asturiana. Cantabria)